# Josep Dinarés
Josep Dinarés (s. xix) va ser un músic de Terrassa.
Es conserva un esborrany compositu de Dinarès al fons musical TerC (Fons de la catedral-basílica del Sant Esperit de Terrassa), datat l'11 d'octubre de 1882.